# 东圣路易斯 (伊利诺伊州)
东圣路易斯（英語：East St. Louis）是美国伊利诺伊州圣克莱尔县的一座城市，位于密西西比河畔，与圣路易斯隔河相望，面积37.3平方公里。东圣路易斯位于南伊利诺伊州的大都会东部地区。东圣路易斯曾经是一个繁华的工业中心，就像铁锈地带的许多城市一样，在20世纪下半叶，由于工业结构调整，东圣路易斯受到了严重的失业影响。1950年，东圣路易斯是伊利诺伊州第四大城市，人口达到82366人。截至2010年人口普查时，该市人口为27006人，不到1950年人口普查的三分之一。
这座城市滨水区最近新增的一个项目是盖特威间歇泉。这个喷泉位于马尔科姆·W·马丁纪念公园的地面上，是世界上第二高的喷泉。它的设计是为了充当圣路易斯河上的拱门，它能将水射到630英尺（190）的高度，与拱门的高度相同。

## 人口
| 调查年                 | 人口   | 备注 | %±     |
| ---------------------- | ------ | ---- | ------ |
| 1870                   | 5,044  |      | —      |
| 1880                   | 9,185  |      | 82.1%  |
| 1890                   | 15,169 |      | 65.1%  |
| 1900                   | 29,734 |      | 96.0%  |
| 1910                   | 58,540 |      | 96.9%  |
| 1920                   | 66,785 |      | 14.1%  |
| 1930                   | 74,397 |      | 11.4%  |
| 1940                   | 75,603 |      | 1.6%   |
| 1950                   | 82,366 |      | 8.9%   |
| 1960                   | 81,728 |      | −0.8%  |
| 1970                   | 70,029 |      | −14.3% |
| 1980                   | 55,239 |      | −21.1% |
| 1990                   | 40,921 |      | −25.9% |
| 2000                   | 31,542 |      | −22.9% |
| 2010                   | 27,006 |      | −14.4% |
| 2020                   | 18,469 |      | −31.6% |
| 美国十年一次的人口普查 |        |      |        |

根据2000年人口普查的结果，该市共有31,542人，11,178个住户以及7,668个家庭，人口密度为354.2名居民每平方（917名居民每平方英里）。这座城市的种族构成为97.74%的黑人，1.23%的白人，0.19%的美洲原住民，0.08%的亚裔。

## 治安
根據美國聯邦調查局的統計，東聖路易斯是美國犯罪率最高的城市。於2007年，其謀殺率為每十萬人中101.9件，遠高出相鄰的圣路易斯的37.2件，也比底特律的47.3件還高出一倍以上，甚至比全世界謀殺率最高的國家宏都拉斯的90.4件還要高。另外其性侵案的發生率為每十萬人中有250件。